# Клавулина коралловидная
Клавулина коралловидная, или гребенчатая (лат. Clavulina coralloides) — вид грибов, включённый в род Клавулина (Clavulina) семейства Клавулиновые (Clavulinaceae).

## Описание
Плодовое тело 2—6 см в высоту, в основании до 1 см толщиной, разделённое на многочисленные уплощённые «веточки», на концах с расщеплёнными на тонкие короткие «зубцы», подобно гребню. Окраска белая, беловатая, охристая, ближе к концам нередко сероватая, сиреневатая, почти черноватая.
Мякоть мягкая, но хрупкая, без особого вкуса и запаха.
Споровый отпечаток белого цвета. Споры широкоэллиптической формы, 7—9×6—7,5 мкм, неамилоидные, с гладкой поверхностью. Базидии двуспоровые. Цистиды отсутствуют. Гифальная система мономитическая, гифы септированные.
Малоизвестный съедобный гриб, редко собирается.

### Сходные виды
- Clavulina cinerea (Bull.) J.Schröt., 1888 — Клавулина пепельно-серая отличается более крупными размерами и разделёнными на меньшее количество более толстых «веточек» верхними концами плодовых тел.

## Экология
Плодовые тела появляются обычно большими группами или «ведьмиными кольцами», в лиственных и хвойных лесах, изредка — в траве вне лесов. Широко распространён по всему миру.

## Таксономия

### Синонимы
- Clavaria alba Pers., 1822, nom. superfl.
- Clavaria coralloides L., 1753basionym
- Clavaria coralloides var. alba Bull., 1791
- Clavaria coralloides var. elegans (Bolton) Purton, 1821
- Clavaria coralloides var. lappa P.Karst., 1882
- Clavaria coralloides var. lutea Bull., 1791
- Clavaria coralloides-cinerea Bull. 1788, nom. inval.
- Clavaria cristata (Holmsk.) Pers., 1801
- Clavaria cristata var. ambigua Pass., 1885
- Clavaria cristata var. cinerascens Sacc., 1879
- Clavaria cristata var. curta Jungh., 1830
- Clavaria cristata var. fallax Fr., 1821
- Clavaria cristata var. fimbriata (Pers.) Fr., 1821
- Clavaria cristata var. flexuosa Jungh., 1830
- Clavaria cristata var. minor Pat., 1884
- Clavaria cristata var. nivea Pers., 1801
- Clavaria cristata var. vulgaris Alb. & Schwein., 1805
- Clavaria elegans Bolton, 1790
- Clavaria fimbriata Pers., 1794
- Clavaria holmskjoldiana Fr., 1818
- Clavaria rugosa var. elegans (Bolton) Pers., 1801
- Clavulina cristata (Holmsk.) J.Schröt., 1888
- Clavulina cristata f. bicolor Donk, 1933
- Clavulina cristata f. subcinerea Donk, 1933
- Clavulina cristata subsp. cinerascens Corner, 1950
- Clavulina cristata subsp. coralloides (L.) Corner, 1950
- Clavulina cristata subsp. eucristata Corner, 1950, nom. superfl.
- Clavulina cristata var. bicolor (Donk) Cetto, 1987
- Clavulina cristata var. brunneola K.S.Thind & Anand, 1956
- Clavulina cristata var. incarnata Corner, 1950
- Clavulina cristata var. lappa P.Karst., 1882
- Clavulina cristata var. subrugosa Corner, 1950
- Clavulina cristata var. zealandica R.H.Petersen, 1988
- Clavulina incarnata (Corner) Olariaga, 2013
- Ramaria alba (Bull.) Quél., 1894
- Ramaria coralloides (L.) Holmsk., 1790
- Ramaria cristata Holmsk., 1790
- Stichoramaria cristata (Holmsk.) Ulbr., 1928